# هايدار هيليغسون

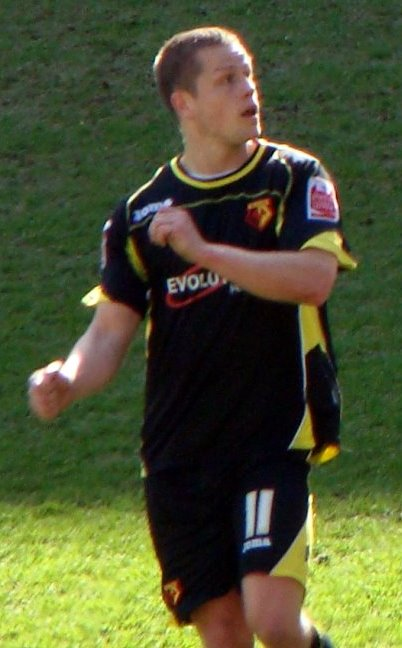
هايدار هيليغسون

حيدر هيليغسون (بالآيسلندية: Heiðar Helguson)‏، من مواليد 22 أغسطس 1977 في أكورييري في آيسلندا، لاعب كرة قدم آيسلندي.
بدأ مسيرته الكروية مع نادي ليلستروم في موسم 1999/2000، ولعب معهم 23 مباراة وسجل 16 هدف، وفي عام 2000 انتقل إلى نادي واتفورد الإنجليزي، ولعب معهم حتى عام 2005، وشارك معهم في 174 مباراة سجل 55 هدف، ومنذ عام 2005 وهو يلعب مع نادي فولهام الإنجليزي.
و هو يلعب مع منتخب آيسلندا لكرة القدم.

## روابط خارجية
- هايدار هيليغسون على موقع الاتحاد الدولي (مؤرشف)  (الإنجليزية)
- هايدار هيليغسون على موقع الاتحاد الأوربي (الإنجليزية)
- هايدار هيليغسون على موقع قاعدة بيانات كرة القدم.إي يو (الإنجليزية)
- هايدار هيليغسون على موقع ناشيونال فوتبول تيمز (الإنجليزية)
- هايدار هيليغسون على موقع Soccerbase.com (لاعب) (الإنجليزية)
- هايدار هيليغسون على موقع عالم كرة القدم.نت (الإنجليزية)